# Wassertrugnattern
Die Wassertrugnattern (Homalopsidae) sind eine Familie der Schlangen und leben in Südostasien und Nordaustralien. Sie bewohnen Süßgewässer und Brackwasser. Bekannteste Art ist die Fühlerschlange (Erpeton tentaculatum). Wassertrugnattern ernähren sich vor allem von Fischen und Amphibien, die Cerberus-Arten und Fordonia leucobalia bevorzugen Krabben und andere Krebstiere. Auf die Beute wird gelauert oder sie wird im trüben Wasser ertastet.

## Merkmale
Wassertrugnattern werden einen halben bis einen Meter lang. Es sind recht plumpe Schlangen mit einem stumpfschnäuzigen, breiten und hohen Kopf. Die Augen sind klein, stehen etwas hervor und sind nach oben gerichtet. Auch die Nasenlöcher sitzen auf der Kopfoberseite und sind verschließbar. Wassertrugnattern besitzen Giftzähne hinten im Maul (Trugnatter), gelten für Menschen aber als ungefährlich. Trotzdem kommt es immer wieder zu Bissunfällen, häufig mit geringen, teilweise mit heftigen und manchmal sogar mit tödlichen Folgen. Der Toxikologe Meebs klassifiziert ausnahmslos alle Trugnattern darum als Gifttiere. Wassertrugnattern besitzen große Tracheallungen. Obwohl sie Wasserbewohner sind, ist der Schwanz bei keiner Art abgeflacht. Einige Arten sind grauschwarz geringelt.

## Systematik

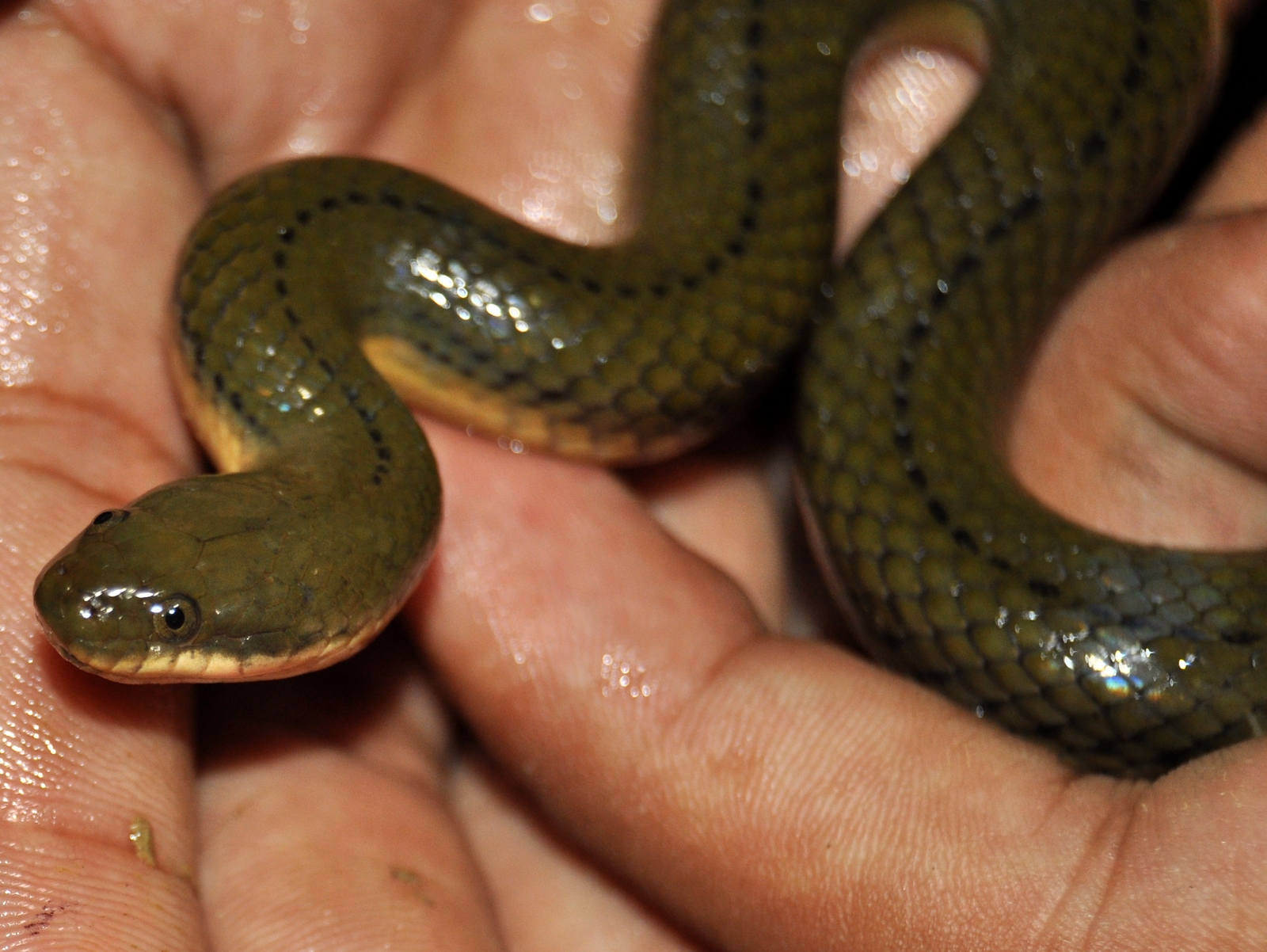
Hypsiscopus plumbea

Die Wassertrugnattern wurden früher als Unterfamilie Homalopsinae den Nattern (Colubridae) zugeordnet, die in der alten Zusammensetzung heute als paraphyletisch gelten. Vidal & Hedges erhoben die Wassertrugnattern 2008 in Familienrang. Die Wassertrugnattern sind heute eine von über zehn Familien Nattern- und Vipernartiger Schlangen. Nach Zaher et al. ergibt sich innerhalb dieser Gruppe folgende Systematik:
|  | Wassertrugnattern (Homalopsidae)                                                                                        |
|  | |
|  | \| \| Elapoidea (Giftnattern (Elapidae) und Verwandte) \| \| \| \| \| \| Colubroidea (Nattern (Colubridae)) \| \| \| \| |
|  | |
|  | Elapoidea (Giftnattern (Elapidae) und Verwandte)                                                                        |
|  | |
|  | Colubroidea (Nattern (Colubridae))                                                                                      |
|  | |

|  | Elapoidea (Giftnattern (Elapidae) und Verwandte) |
|  |                                                  |
|  | Colubroidea (Nattern (Colubridae))               |
|  |                                                  |

|  | Wassertrugnattern (Homalopsidae)                                                                                        |
|  | |
|  | \| \| Elapoidea (Giftnattern (Elapidae) und Verwandte) \| \| \| \| \| \| Colubroidea (Nattern (Colubridae)) \| \| \| \| |
|  | |
|  | Elapoidea (Giftnattern (Elapidae) und Verwandte)                                                                        |
|  | |
|  | Colubroidea (Nattern (Colubridae))                                                                                      |
|  | |

|  | Elapoidea (Giftnattern (Elapidae) und Verwandte) |
|  |                                                  |
|  | Colubroidea (Nattern (Colubridae))               |
|  |                                                  |

|  | Wassertrugnattern (Homalopsidae)                                                                                        |
|  | |
|  | \| \| Elapoidea (Giftnattern (Elapidae) und Verwandte) \| \| \| \| \| \| Colubroidea (Nattern (Colubridae)) \| \| \| \| |
|  | |
|  | Elapoidea (Giftnattern (Elapidae) und Verwandte)                                                                        |
|  | |
|  | Colubroidea (Nattern (Colubridae))                                                                                      |
|  | |

|  | Elapoidea (Giftnattern (Elapidae) und Verwandte) |
|  |                                                  |
|  | Colubroidea (Nattern (Colubridae))               |
|  |                                                  |

|  | Wassertrugnattern (Homalopsidae)                                                                                        |
|  | |
|  | \| \| Elapoidea (Giftnattern (Elapidae) und Verwandte) \| \| \| \| \| \| Colubroidea (Nattern (Colubridae)) \| \| \| \| |
|  | |
|  | Elapoidea (Giftnattern (Elapidae) und Verwandte)                                                                        |
|  | |
|  | Colubroidea (Nattern (Colubridae))                                                                                      |
|  | |

|  | Elapoidea (Giftnattern (Elapidae) und Verwandte) |
|  |                                                  |
|  | Colubroidea (Nattern (Colubridae))               |
|  |                                                  |

|  | Wassertrugnattern (Homalopsidae)                                                                                        |
|  | |
|  | \| \| Elapoidea (Giftnattern (Elapidae) und Verwandte) \| \| \| \| \| \| Colubroidea (Nattern (Colubridae)) \| \| \| \| |
|  | |
|  | Elapoidea (Giftnattern (Elapidae) und Verwandte)                                                                        |
|  | |
|  | Colubroidea (Nattern (Colubridae))                                                                                      |
|  | |

|  | Elapoidea (Giftnattern (Elapidae) und Verwandte) |
|  |                                                  |
|  | Colubroidea (Nattern (Colubridae))               |
|  |                                                  |

|  | Wassertrugnattern (Homalopsidae)                                                                                        |
|  | |
|  | \| \| Elapoidea (Giftnattern (Elapidae) und Verwandte) \| \| \| \| \| \| Colubroidea (Nattern (Colubridae)) \| \| \| \| |
|  | |
|  | Elapoidea (Giftnattern (Elapidae) und Verwandte)                                                                        |
|  | |
|  | Colubroidea (Nattern (Colubridae))                                                                                      |
|  | |

|  | Elapoidea (Giftnattern (Elapidae) und Verwandte) |
|  |                                                  |
|  | Colubroidea (Nattern (Colubridae))               |
|  |                                                  |

|  | Wassertrugnattern (Homalopsidae)                                                                                        |
|  | |
|  | \| \| Elapoidea (Giftnattern (Elapidae) und Verwandte) \| \| \| \| \| \| Colubroidea (Nattern (Colubridae)) \| \| \| \| |
|  | |
|  | Elapoidea (Giftnattern (Elapidae) und Verwandte)                                                                        |
|  | |
|  | Colubroidea (Nattern (Colubridae))                                                                                      |
|  | |

|  | Elapoidea (Giftnattern (Elapidae) und Verwandte) |
|  |                                                  |
|  | Colubroidea (Nattern (Colubridae))               |
|  |                                                  |

|  | Wassertrugnattern (Homalopsidae)                                                                                        |
|  | |
|  | \| \| Elapoidea (Giftnattern (Elapidae) und Verwandte) \| \| \| \| \| \| Colubroidea (Nattern (Colubridae)) \| \| \| \| |
|  | |
|  | Elapoidea (Giftnattern (Elapidae) und Verwandte)                                                                        |
|  | |
|  | Colubroidea (Nattern (Colubridae))                                                                                      |
|  | |

|  | Elapoidea (Giftnattern (Elapidae) und Verwandte) |
|  |                                                  |
|  | Colubroidea (Nattern (Colubridae))               |
|  |                                                  |

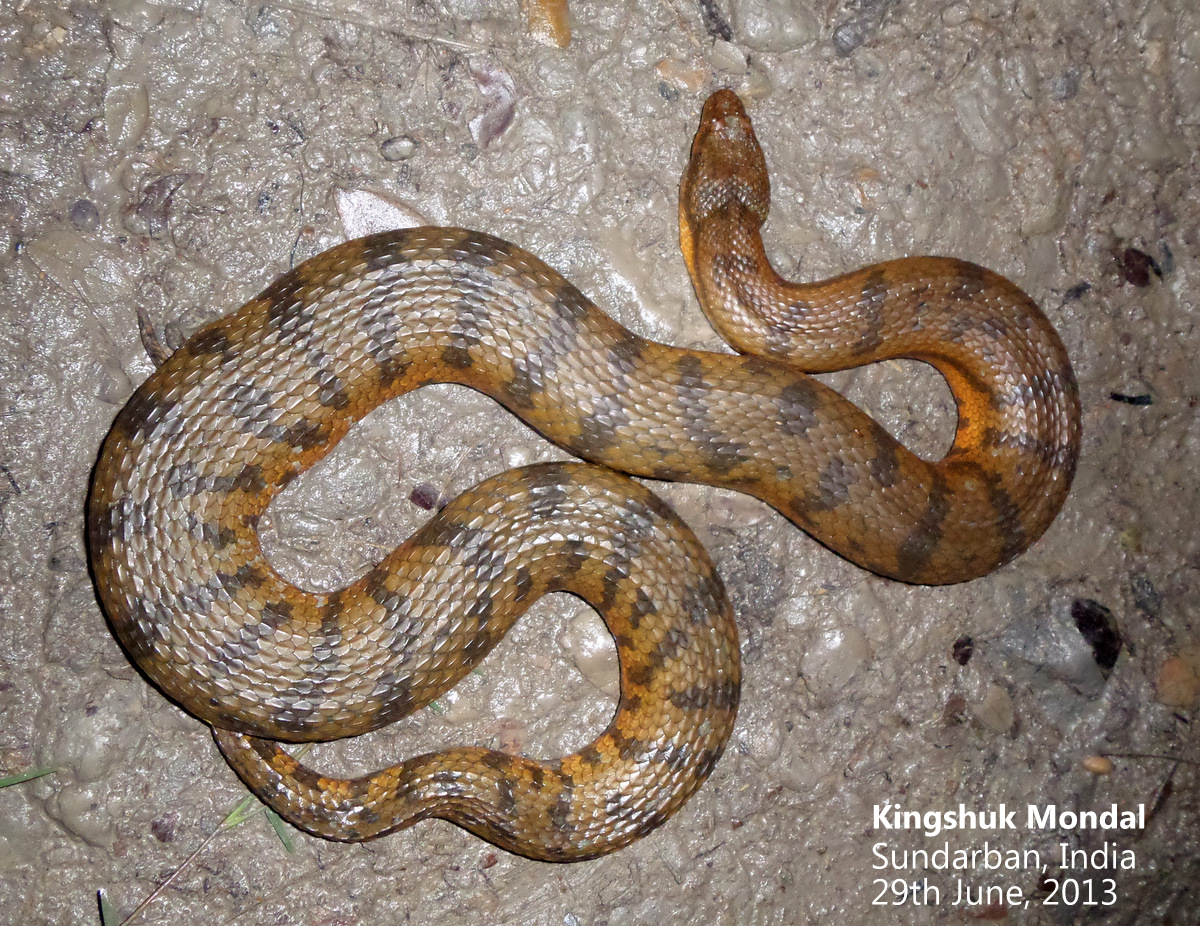
Cerberus rynchops

Innerhalb der Familie der Wassertrugnattern gibt 28 Gattungen und aktuell 53 Arten:
- Fangzahnlose Wassertrugnattern
  - Gattung Brachyorrhos
    - Brachyorrhos albus
    - Brachyorrhos gastrotaenius
    - Brachyorrhos raffrayi
    - Brachyorrhos wallacei

  - Gattung Calamophis
    - Calamophis jobiensis
    - Calamophis katesandersae
    - Calamophis ruuddelangi
    - Calamophis sharonbrooksae

  - Gattung Karnsophis
    - Karnsophis siantaris
- Wassertrugnattern mit Fangzähnen
  - Gattung Bitia
    - Bitia hydroides

  - Gattung Cantoria
    - Cantoria violacea

  - Gattung CerberusCerberus schneiderii
    - Cerberus australis
    - Cerberus microlepis
    - Cerberus rynchops
    - Cerberus schneiderii

  - Gattung Dieurostus
    - Dieurostus dussumierii

  - Gattung Djokoiskandarus
    - Djokoiskandarus annulata

  - Gattung Enhydris
    - Enhydris chanardi

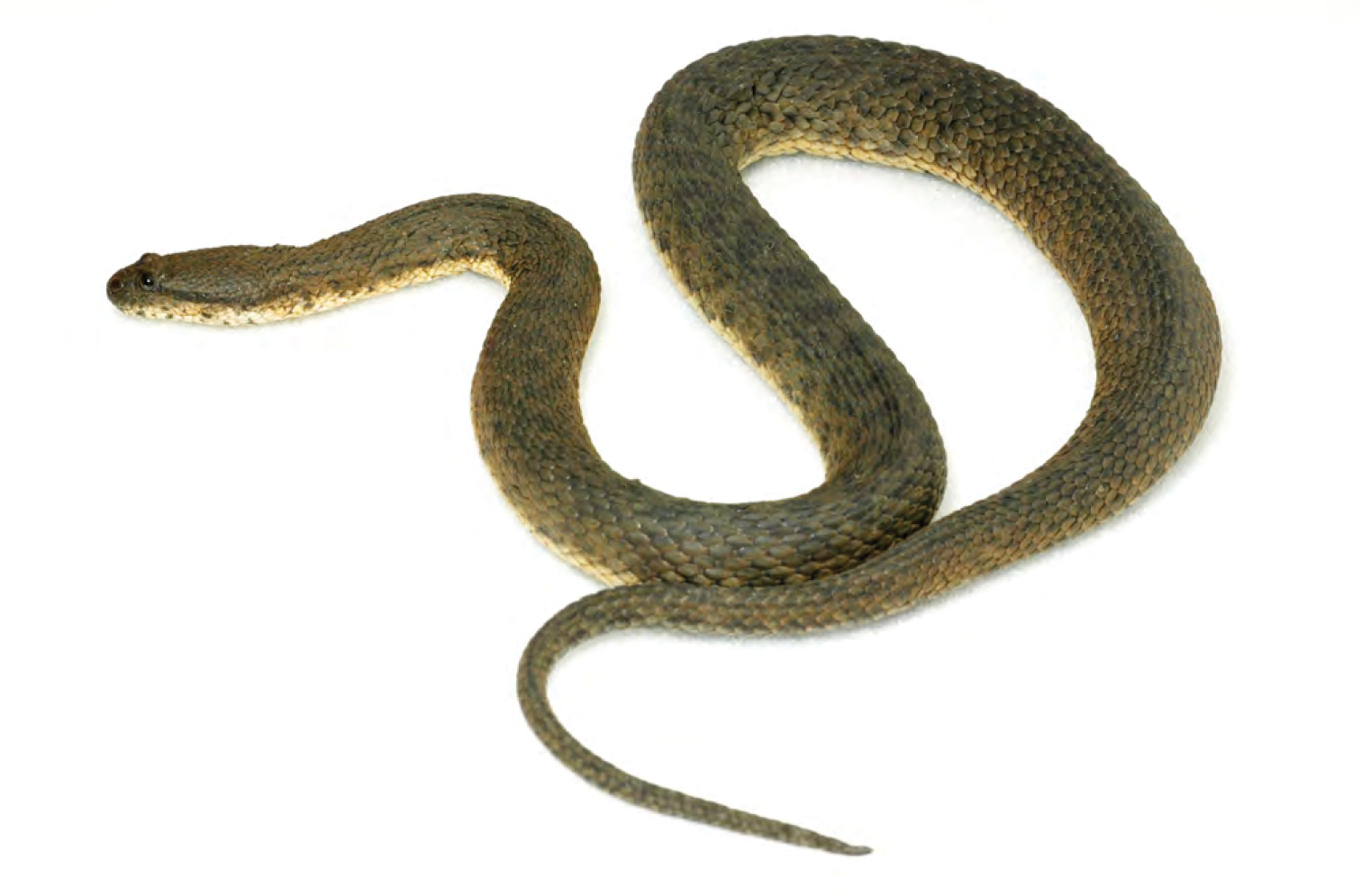
Cerberus schneiderii

    - Gestreifte Wassertrugnatter (Enhydris enhydris)
    - Enhydris innominata
    - Enhydris jagorii
    - Enhydris longicauda
    - Enhydris subtaeniata

  - Gattung Erpeton
    - Fühlerschlange (Erpeton tentaculatum)

  - Gattung FeraniaFerania sieboldii
    - Ferania sieboldii

  - Gattung Fordonia
    - Fordonia leucobalia

  - Gattung Gerarda
    - Gerarda prevostiana

  - Gattung Gyiophis
    - Gyiophis maculosa
    - Gyiophis vorisi

  - Gattung Heurnia
    - Heurnia ventromaculata

  - Gattung Homalophis
    - Homalophis doriae

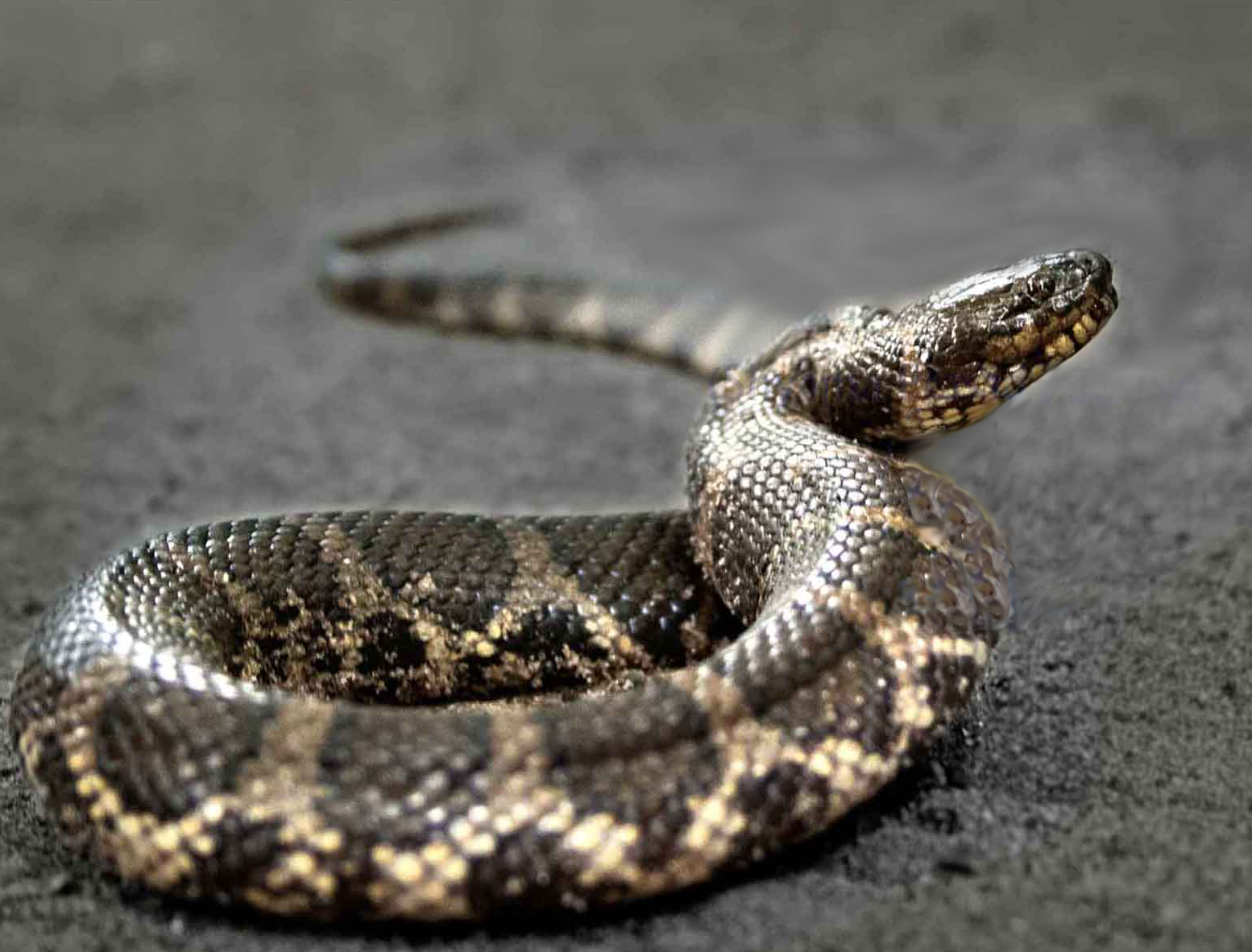
Ferania sieboldii

    - Kapuas-Wassertrugnatter (Homalophis gyii)

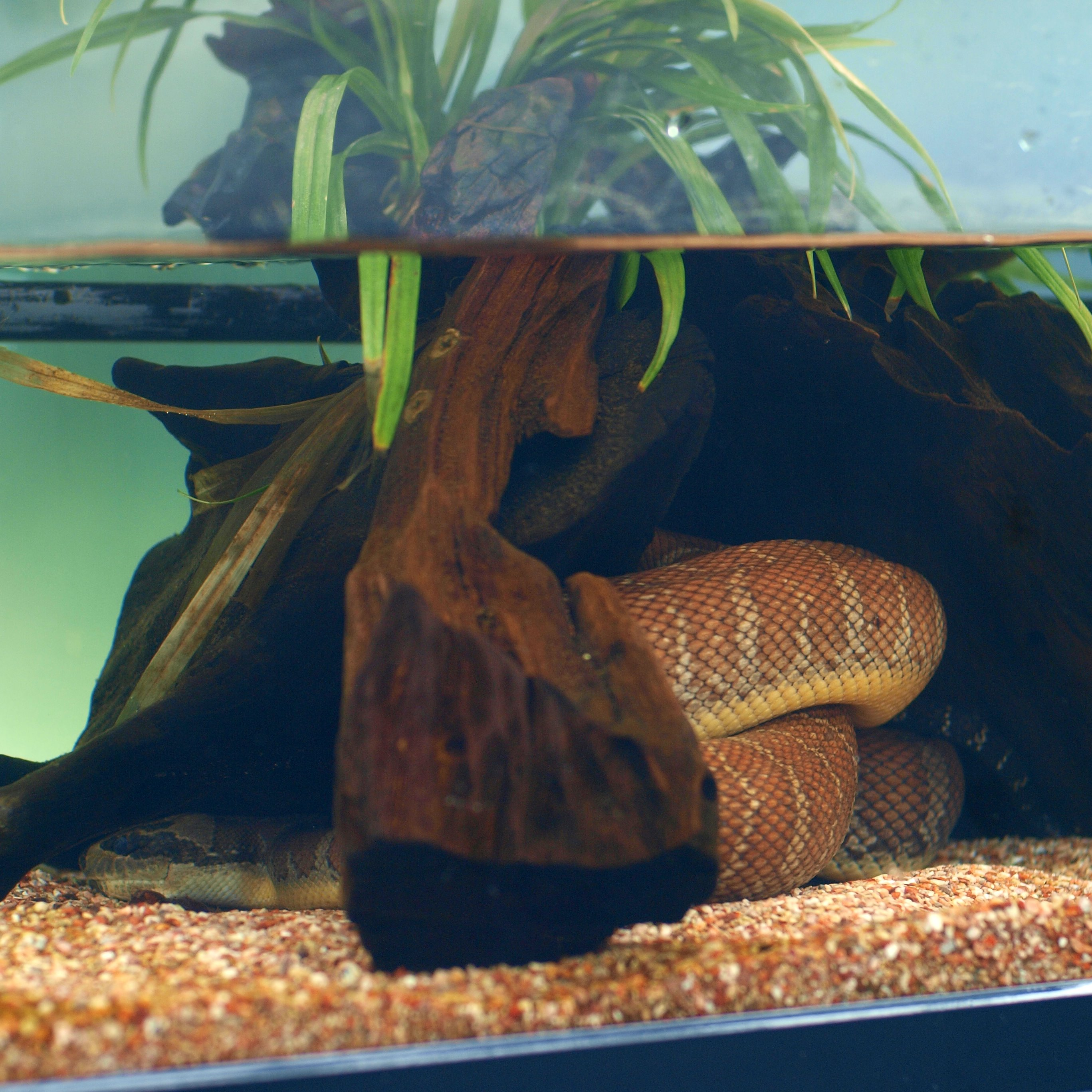
Homalopsis buccata

  - Gattung HomalopsisHomalopsis buccata
    - Homalopsis buccata
    - Homalopsis hardwickii
    - Homalopsis mereljcoxi
    - Homalopsis nigroventralis
    - Homalopsis semizonata

  - Gattung HypsiscopusHypsiscopus plumbea
    - Hypsiscopus plumbea
    - Hypsiscopus matannensis

  - Gattung Kualatahan
    - Kualatahan pahangensis

  - Gattung Mintonophis
    - Mintonophis pakistanicus

  - Gattung Miralia
    - Miralia alternans

  - Gattung Myron
    - Myron karnsi
    - Myron resetari
    - Myron richardsonii

  - Gattung Myrrophis
    - Myrrophis bennettii
    - Myrrophis chinensis

  - Gattung Phytolopsis
    - Phytolopsis punctata

  - Gattung Pseudoferania
    - Pseudoferania polylepis

  - Gattung Raclitia
    - Raclitia indica

  - Gattung Subsessor
    - Subsessor bocourti

  - Gattung Sumatranus
    - Sumatranus albomaculatus